# New England Patriots 2001
La stagione 2001 dei New England Patriots è stata la 32ª della franchigia nella National Football League, la 42ª complessiva. Con un record di 11-5 andò a vincere la propria division, conquistando il 3 febbraio 2002 il Super Bowl XXXVI, il primo della sua storia.
In arrivo da un quinto posto nella prima stagione sotto la direzione di Bill Belichick nel 2000, le aspettative attorno ai Patriots non erano molto diverse nel 2001. Nella seconda gara della stagione, quello che era da nove anni il quarterback titolare della squadra, Drew Bledsoe (che aveva ricevuto un'estensione contrattuale di dieci anni nel marzo 2001) si infortunò a causa di un colpo subito dal linebacker dei New York Jets Mo Lewis, portando la riserva Tom Brady, una scelta del sesto giro del 2000, ad entrare in campo. I Patriots persero la gara scendendo a un record di 0–2, ma Brady iniziò come titolare tutte le restanti 14 gare, portando la squadra a un record parziale di 11–3, assicurandosi il secondo posto nel tabellone della AFC e la possibilità di saltare il primo turno di playoff. In tale modo, i Patriots divennero solamente la seconda squadra della storia della NFL a vincere il Super Bowl dopo avere iniziato la stagione con un record di 2–3, dopo gli Oakland Raiders del 1980.
Nel divisional round dei playoff, in quella che divenne nota come Tuck Rule Game, i Patriots batterono gli Oakland Raiders in casa in mezzo a una bufera di neve, nell'ultima gara della storia disputata al Foxboro Stadium, grazie a un field goal di Adam Vinatieri nei tempi supplementari. Dopo avere superato i Pittsburgh Steelers, numero 1 del tabellone, nella finale della AFC, i Patriots affrontarono gli ampiamente favoriti St. Louis Rams, conosciuti come "The Greatest Show on Turf", nel Super Bowl XXXVI. Ancora una volta, Vinatieri calciò il field goal della vittoria da 48 yard mentre il tempo andava esaurendosi. Fu la prima di tre vittorie del Super Bowl nell'arco di quattro anni.

## Calendario
| Turno                                     | Ora                | Data               | Avversario          | Risultato          | Record             | Stadio                     | TV                 | Pubblico           |
| ----------------------------------------- | ------------------ | ------------------ | ------------------- | ------------------ | ------------------ | -------------------------- | ------------------ | ------------------ |
| 1                                         | 1:00 PM EDT        | 9/9/2001           | Cincinnati Bengals  | S 17–23            | 0–1                | Paul Brown Stadium         | CBS                | 51,521             |
| 2                                         | 4:05 PM EDT        | 23/9/2001          | New York Jets       | S 3–10             | 0–2                | Foxboro Stadium            | CBS                | 60,292             |
| 3                                         | 1:00 PM EDT        | 30/9/2001          | Indianapolis Colts  | V 44–13            | 1–2                | Foxboro Stadium            | CBS                | 60,292             |
| 4                                         | 1:00 PM EDT        | 7/10/2001          | Miami Dolphins      | S 10–30            | 1–3                | Pro Player Stadium         | CBS                | 72,713             |
| 5                                         | 1:00 PM EDT        | 14/10/2001         | San Diego Chargers  | V 29–26 (DTS)      | 2–3                | Foxboro Stadium            | CBS                | 60,292             |
| 6                                         | 1:00 PM EDT        | 21/10/2001         | Indianapolis Colts  | V 38–17            | 3–3                | RCA Dome                   | CBS                | 56,022             |
| 7                                         | 4:15 PM EST        | 28/10/2001         | Denver Broncos      | S 20–31            | 3–4                | Invesco Field at Mile High | CBS                | 74,750             |
| 8                                         | 1:00 PM EST        | 4/11/2001          | Atlanta Falcons     | V 24–10            | 4–4                | Georgia Dome               | CBS                | 44,229             |
| 9                                         | 1:00 PM EST        | 11/11/2001         | Buffalo Bills       | V 21–11            | 5–4                | Foxboro Stadium            | CBS                | 60,292             |
| 10                                        | 8:30 PM EST        | 18/11/2001         | St. Louis Rams      | S 17–24            | 5–5                | Foxboro Stadium            | ESPN               | 60,292             |
| 11                                        | 4:05 PM EST        | 25/11/2001         | New Orleans Saints  | V 34–17            | 6–5                | Foxboro Stadium            | FOX                | 60,292             |
| 12                                        | 1:00 PM EST        | 2/12/2001          | New York Jets       | V 17–16            | 7–5                | Giants Stadium             | CBS                | 78,712             |
| 13                                        | 1:00 PM EST        | 9/12/2001          | Cleveland Browns    | V 27–16            | 8–5                | Foxboro Stadium            | CBS                | 60,292             |
| 14                                        | 1:00 PM EST        | 16/12/2001         | Buffalo Bills       | V 12–9 (DTS)       | 9–5                | Ralph Wilson Stadium       | CBS                | 45,527             |
| 15                                        | 1:30 PM EST        | 22/12/2001         | Miami Dolphins      | V 20–13            | 10–5               | Foxboro Stadium            | CBS                | 60,292             |
| 16                                        | Settimana di pausa | Settimana di pausa | Settimana di pausa  | Settimana di pausa | Settimana di pausa | Settimana di pausa         | Settimana di pausa | Settimana di pausa |
| 17                                        | 1:00 PM EST        | 6/1/2002           | Carolina Panthers   | V 38–6             | 11–5               | Ericsson Stadium           | CBS                | 71,907             |
| Playoff                                   |                    |                    |                     |                    |                    |                            |                    |                    |
| Qualificati direttamente al secondo turno |                    |                    |                     |                    |                    |                            |                    |                    |
| DIV                                       | 8:00 PM EST        | 19/1/2002          | Oakland Raiders     | V 16–13 (DTS)      | 12–5               | Foxboro Stadium            | CBS                | 60,292             |
| Finale AFC                                | 12:30 PM EST       | 27/1/2002          | Pittsburgh Steelers | V 24–17            | 13–5               | Heinz Field                | CBS                | 64,704             |
| SB XXXVI                                  | 5:40 PM CST        | 3/2/2002           | St. Louis Rams      | V 20–17            | 14–5               | Louisiana Superdome        | FOX                | 72,922             |

## Premi
- Tom Brady:

MVP del Super Bowl